# Meagan Tandy
Meagan Yvonne Tandy (Fremont, 3 de mayo de 1985) es una actriz y modelo estadounidense. Es una ex Miss California USA que quedó como tercera finalista en Miss USA 2007. Como actriz, ha interpretado papeles en Jane by Design, Teen Wolf, Survivor's Remorse, y actualmente interpreta a Sophie Moore en la serie de The CW Batwoman.

## Primeros años y carrera en concursos
Tandy, nació en Fremont, California y se crio en Fontana. Se graduó en la Escuela Secundaria de Etiwanda en el Rancho Cucamonga. Fue estudiante en Chaffey College y es la primera estudiante de esta escuela en ganar el título de Miss California USA.
Tandy estudió negocios y producción cinematográfica en Chaffey College durante dos años, donde tuvo que producir, crear y editar varios comerciales y proyectos de cortometrajes para la clase. Mientras estaba allí, Tandy consiguió un trabajo como suplente para la boda de "Trista y Ryan" en diciembre de 2003, de la temporada 1 de The Bachelorette . Aunque es fanático del programa, Tandy dijo que ser un sustituto de la boda en vivo fue una experiencia "terrible" y nunca ha trabajado como sustituto desde entonces. Después de recibir títulos asociados en Chaffey, Tandy asistió a la Universidad Estatal Politécnica de California, donde trabajó en una licenciatura en administración de empresas y marketing.
Tandy ganó el título de Miss California EE. UU. En un concurso estatal celebrado en San Rafael, California el 15 de octubre de 2006. Fue su segundo intento por el título, ya que se ubicó en la cuarta finalista detrás de Tamiko Nash el año anterior. Tandy también ganó el premio al Mejor Traje de Baño en el concurso de Miss California USA 2007.
Tandy compitió en el certamen de Miss USA 2007 y quedó en tercer lugar. Su vestido de noche fue creado por Nick Verreos, participante de la temporada 2 de Project Runway. Fue sólo la cuarta Miss California USA afroamericana y la primera afroamericana en suceder a otra campeona afroamericana.

## Carrera en el entretenimiento
Tandy es miembro del Sindicato de Actores de Cine. Ella filmó varios comerciales de televisión para campañas nacionales, incluyendo Wendy's, Boost Mobile y un comercial del Super Bowl para Pepsi Max. Tandy apareció en una promoción cinematográfica de la película de 2007 Shrek tercero. Tandy tuvo su primer papel cinematográfico en la película Unstoppable de 2010, apareciendo brevemente como una camarera de Hooters que es la hija de un personaje principal.
Ella fue anfitriona temporal como corresponsal en línea de E! News.
En mayo de 2012, Tandy fundó su propio programa para adolescentes llamado "GIRL TALK", donde colaboró con la Red de Mujeres en Movimiento de Rancho Cucamonga. El primer seminario anual "GIRL TALK" se celebró en julio de 2013.
Tandy reside actualmente en Los Ángeles donde continúa su carrera como actriz. Ella interpretó a Lulu Pope en la serie de ABC Family Jane by Design. Tandy apareció en Piranha DD, donde interpretó a Ashley Sorby, quien se encuentra con una muerte espantosa. Tandy también apareció en el sencillo de video musical de Trey Songz llamado Simply Amazing de su nuevo álbum Chapter V.
En junio de 2013, hizo su debut en la serie dramática sobrenatural de MTV Teen Wolf, donde interpretó el papel recurrente y favorito de los fanáticos de Braeden durante 3 temporadas.
En 2014, interpretó a Sabrina en la serie de drama médico para adolescentes Red Band Society, cancelada después de 10 episodios. En 2015, se unió al elenco de la comedia Survivor's Remorse, interpretando el papel recurrente de Allison Pierce, de la segunda a la cuarta temporada. En 2016, Tandy interpretó a Chantal en la segunda temporada de la dramática serie de televisión Unreal. Desde 2019 protagoniza la serie de The CW Batwoman.